# Ihsan
L'iḥsān (in arabo احسان‎?) è la perfezione o l'eccellenza che ciascun musulmano dovrebbe raggiungere per ottenere la perfezione della fede.
La definizione è data da un ḥadīth, riportato nelle raccolte di Bukhari e di Muslim b. Ḥajjāj, nel quale il profeta Maometto afferma "Iḥsān è credere in Dio come se tu Lo stessi vedendo. Ma se non riesci, allora ricorda che anche se tu non Lo vedi, Lui ti sta osservando".
Il concetto di iḥsān è stato interpretato in modi diversi dai vari ʿUlamāʾ ed esperti di scienze religiose. Di base iḥsān è l'eccellenza nella fede, nel lavoro, nelle relazioni sociali. Ad esempio, il concetto di iḥsān include la sincerità durante le preghiere e la riconoscenza verso Dio, i genitori e la famiglia.
Eḥsan o Iḥsan è usato anche come nome proprio sia maschile che femminile in alcuni Paesi islamici.

## Iḥsānsecondo i Sufi
Per i Sufi iḥsān è la forza interiore che spinge l'iniziato a intraprendere il sentiero interiore che porta la Nafs, l'anima terrena, a superare i diversi stadi di realizzazione mistica fino ad arrivare alla liberazione e al distacco completo dalle cose terrene.
I Sufi dividono il concetto di iḥsān in due parti:
- "Murāqaba" cioè credere pensando che Dio ti osserva sempre.
- "Mushāhada" cioè credere in Dio come se Lo vedessi.